# Argari
Argari là một thị trấn thống kê (census town) của quận Haora thuộc bang Tây Bengal, Ấn Độ.

## Nhân khẩu
Theo điều tra dân số năm 2001 của Ấn Độ, Argari có dân số 9525 người. Phái nam chiếm 52% tổng số dân và phái nữ chiếm 48%. Argari có tỷ lệ 66% biết đọc biết viết, cao hơn tỷ lệ trung bình toàn quốc là 59,5%: tỷ lệ cho phái nam là 69%, và tỷ lệ cho phái nữ là 63%. Tại Argari, 13% dân số nhỏ hơn 6 tuổi.